# Essai sur les plantes du Dauphiné
Essai sur les plantes du Dauphiné, (abreviado: Essai Pl. Dauphiné, y en francés, literalmente, Ensayo sobre las plantas del Delfinado) es un libro con ilustraciones y descripciones botánicas escrito por el botánico francés Jean Maurice Casimir Arvet-Touvet. Fue publicado en el año 1871 con el título completo Essai sur les plantes du Dauphiné. Diagnoses specierum novarum vel dubio praeditarum.